# Молина Симон, Франсиско
Франсиско «Пако» Молина Симон (исп. Francisco «Paco» Molina Simón; 29 марта 1930, Сурия, Испания — 14 ноября 2018, Антофагаста, Чили) — чилийский футболист, нападающий. Лучший бомбардир чемпионата Южной Америки 1953 года.

## Карьера
Франсиско Молина родился в каталонском городе Сурия в семье Франсиско Молины Руиса. В этот период в стране началась Гражданская война, в которой он едва не погиб, когда выбежал за своей собакой на улицу во время бомбежки. Бомба взорвалась рядом с Франсиско, из-за чего он почти потерял слух в одном ухе. Позже семья бежала из страны в лагерь беженцев во Францию. В возрасте 9 лет, он вместе с родителями, братом и двумя сёстрами на борту корабля SS Winnipeg уплыли из Франции, так как они были испанскими антифашистами, которые проиграли в Гражданской войне. На корабле Молина был одним из четырёх детей, заболевших тифом, трое из которых скончались, а Франсиско стал единственным выжившим. 3 сентября 1939 года семья высадилась в Чили, а позже поселилась в Вальпараисо. Там же он и начал свою карьеру в любительском клубе «Роберто Парра дель серро Мариросас Вальпасисо». Позже нападающий перешёл в молодёжный состав клуба «Сантьяго Уондерерс». С 1948 года Молина начал играть за основной состав команды. В 1951 году Франсиско перешёл в «Универсидад Католика».
В 1953 году, после удачного выступления на чемпионате Южной Америки, где нападающий стал лучшим бомбардиром, а также забил 3 гола в матче с чемпионами мира, уругвайцами, на Молину обратили внимание европейские команды. Франсиско предпочёл клуб «Атлетико Мадрид», подписав трёхлетний контракт. 13 сентября нападающий дебютировал в составе команды в матче с «Эспаньолом». По завершении двух лет, Молина обратился к руководству команды, что готов продлить соглашение ещё на три года, с условием, что его отец может вернуться в Испанию и не предстанет перед местным правосудием. Так как его условия не были удовлетворены, Франсиско покинул страну. Он вернулся в Чили, в клуб «Аудакс Итальяно», с которым в первый же год стал чемпионом страны. Затем Франсиско играл за «Унион Эспаньола» и «Универсидад Католика», где выиграл свой второй чемпионский титул. Завершил карьеру Молина в клубе «Кокимбо Унидо», где уже выполнял роль играющего тренера.

## Достижения

### Командные
- Чемпион Чили: 1957, 1961

### Личные
- Лучший бомбардир чемпионата Южной Америки: 1953 (7 голов)